# Solitary Rocks
Die Solitary Rocks sind eine Felsformation im ostantarktischen Viktorialand. Sie ragt unmittelbar nordwestlich der Cavendish-Eisfälle an der Nordflanke der Hauptbiegung des Taylor-Gletschers auf. 
Entdeckt und benannt wurde die Formation von Teilnehmern der Discovery-Expedition (1901–1904) unter der Leitung des britischen Polarforschers Robert Falcon Scott. Die Westgruppe der Nimrod-Expedition (1907–1909) konnte die von Scott kolportierte Insellage, die der Formation ihren Namen gab, widerlegen. Die Vermessung des Gebietes durch Bertram Armytage, Raymond Priestley und Philip Brocklehurst im Dezember 1908 ergab, dass es sich bei den Solitary Rocks um eine Halbinsel handelt.